# Rádio Altitude
A Rádio Altitude iniciou emissões regulares em 29 de Julho de 1948 na cidade da Guarda e é a rádio local mais antiga de Portugal.